# Comité Científico para la Investigación en la Antártida
El Comité Científico para la Investigación Antártica (en inglés: Scientific Committee on Antarctic Research o SCAR) es un comité del Consejo Internacional para la Ciencia. El Comité se encarga de iniciar, desarrollar y coordinar la investigación científica en la Antártida. Asimismo proporciona consejo científico a las reuniones consultivas del Tratado Antártico y de otras organizaciones en temas relacionados con la ciencia y con la conservación que afecta a la Antártida y al océano Antártico. El SCAR ha realizado numerosas recomendaciones que se han incorporado como instrumentos del Tratado Antártico.
Fue establecido luego de la reunión de Estocolmo del Consejo Internacional para la Ciencia entre el 9 y el 11 de septiembre de 1957. El primer encuentro del SCAR fue realizado en La Haya entre el 3 y 6 de febrero de 1958.
El SCAR se reúne cada dos años en un encuentro de delegados. Un comité ejecutivo escogido por los delgados es el responsable de la administración día a día del Comité. La secretaría del SCAR se encuentra en el Instituto Scott de Investigación Polar en Cambridge, Reino Unido. El comité ejecutivo está formado por un presidente y 4 vicepresidentes. La secretaría del Comité está formada por el director ejecutivo, un oficial ejecutivo y una secretaría.
El SCAR celebra, con anterioridad a la elección de los delegados, una conferencia científica abierta, encaminada a llamar la atención en temas antárticos así como reuniones de los grupos científicos que diseñan los programas científicos que serán, posteriormente, aprobados por los delegados.
En 2002 el comité fue galardonado con el Premio Príncipe de Asturias de Cooperación Internacional por los trabajos desarrollados para la protección de la Antártida.

## Miembros
Al 9 de octubre de 2017 el SCAR tiene 30 miembros plenos y 13 asociados. Los países miembros plenos originales del SCAR desde el 3 de febrero de 1958 son 12: Argentina, Australia, Bélgica, Chile, Francia, Japón, Nueva Zelanda, Noruega, Unión Soviética, Sudáfrica, Reino Unido y Estados Unidos. El 22 de mayo de 1978 se incorporaron como miembros plenos la República Democrática de Alemania, República Federal de Alemania y Polonia. El 1 de octubre de 1984 lo hicieron India y Brasil. A partir de 1987 comenzaron a incorporarse miembros asociados: España (15 de enero de 1987), Suecia (24 de marzo de 1987), Italia (19 de mayo de 1987), Países Bajos (20 de mayo de 1987), Perú (14 de abril de 1987), Suiza (16 de junio de 1987), Uruguay (29 de julio de 1987), República de Corea (18 de diciembre de 1987), Finlandia (1 de julio de 1988) y Ecuador (12 de septiembre de 1988). Todos ellos pasaron a ser miembros plenos posteriormente: España (23 de julio de 1990), Suecia (12 de septiembre de 1988), Italia (12 de septiembre de 1988), Países Bajos (23 de julio de 1990), Perú (22 de julio de 2004), Suiza (4 de octubre de 2004), Uruguay (12 de septiembre de 1988), República de Corea (23 de julio de 1990), Finlandia (23 de julio de 1990) y Ecuador (15 de junio de 1992).
Los siguientes países en asociarse fueron: Pakistán (15 de junio de 1992), Estonia (15 de junio de 1992, se retiró el 22 de agosto de 2001), Canadá (5 de septiembre de 1994, miembro pleno desde el 27 de julio de 1998), Ucrania (5 de septiembre de 1994, miembro pleno desde el 17 de julio de 2006 al 31 de diciembre de 2016 y de nuevo asociado desde el 1 de enero de 2017), Bulgaria (5 de marzo de 1995 y pleno desde 17 de julio de 2006), Malasia (4 de octubre de 2004 y pleno desde el 14 de julio de 2008), Dinamarca (17 de julio de 2006), Portugal (17 de julio de 2006), Rumania (14 de julio de 2008), Mónaco (9 de agosto de 2010), Venezuela (23 de julio de 2012), República Checa (1 de septiembre de 2014), Irán (1 de septiembre de 2014), Austria (29 de agosto de 2016), Colombia (del 2 de julio de 1990 al 3 de julio de 1995 y nuevamente desde el 29 de agosto de 2016), Tailandia (29 de agosto de 2016) y Turquía (29 de agosto de 2016). Rusia asumió la representación de la Unión Soviética en 1992 y Alemania se unificó en 1990.

## Actividades
Una de las formas en que el SCAR reúne a los investigadores es a través de reuniones, entre las que se incluyen las Conferencias Científicas Abiertas (OSC, por sus siglas en inglés) bienales, las Reuniones de Delegados, el Simposio de Biología del SCAR (cada 4 años), el Simposio Internacional sobre Ciencias de la Tierra Antárticas y el Simposio de Humanidades y Ciencias Sociales.

#### Conferencias de Ciencia Abierta
SCAR ha estado organizando Conferencias de Ciencia Abierta (OSC) bienales en varios países miembros desde 2004. Las OSC brindan a los científicos antárticos oportunidades para llamar la atención sobre cuestiones antárticas, celebrar reuniones de grupos científicos, compartir su trabajo y establecer contactos.
Las conferencias han sido:
- 11a Conferencia de Ciencia Abierta en Pucón, Chile, entre el 19 y 23 de agosto de 2024.
- 10a Conferencia de Ciencia Abierta en línea, organizada por NCPOR (India), entre el 1 y 10 de agosto de 2022.
- 9a Conferencia de Ciencia Abierta en Hobart, Australia (cancelada por la Pandemia de Covid), y reemplazada por SCAR 2020 en línea , entre el 3 y 7 de agosto de 2020.
- 8a Conferencia de Ciencia Abierta en Davos, Suiza, entre el 15 y 26 de junio de 2018.
- 7a Conferencia de Ciencia Abierta en Kuala Lumpur, Malasia, entre el 20 y 30 de agosto de 2016.
- 6a Conferencia de Ciencia Abierta en Auckland, Nueva Zelanda, entre el 22 de agosto y el 3 de septiembre de 2014.
- 5a Conferencia de Ciencia Abierta en Portland, Estados Unidos, entre el 16 y 19 de julio de 2012.
- 4a Conferencia de Ciencia Abierta en Buenos Aires, Argentina, entre el 3 y 6 de agosto de 2010.
- 3a Conferencia de Ciencia Abierta en San Petersburgo, Rusia, entre el 8 y 11 de julio de 2008.
- 2a Conferencia de Ciencia Abierta en Tasmania, Australia, entre el 12 y 14 de julio de 2006.
- 1a Conferencia de Ciencia Abierta en Bremen, Alemania, entre el 26 y 28 de julio de 2004.

Conferencias futuras:
- 12a Conferencia de Ciencia Abierta en Oslo, Noruega, entre el 8 y 18 de agosto de 2026.
- 13a Conferencia de Ciencia Abierta en Sofía, Bulgaria, en 2028.

Debido a la pandemia de COVID-19, la conferencia física de 2020 y las reuniones programadas para llevarse a cabo en Hobart, Australia, se cancelaron. En cambio, SCAR 2020 Online se llevó a cabo en línea del 3 al 7 de agosto y presentó los aspectos más destacados de la conferencia a través de una combinación de transmisión en vivo, presentaciones grabadas, chat y una galería de pósters científicos. La OSC 2022 también se llevó a cabo en línea con presentaciones en vivo y grabadas, redes virtuales y una galería de pósters en línea .